# North Star (película de 2023)
My Mother's Wedding, anteriormente titulada North Star, es una película dramática británica de 2023 que marca el debut como directora de Kristin Scott Thomas a partir de su propio guion, coescrito con John Micklethwait. Es protagonizada por Scott Thomas, junto con Scarlett Johansson, Freida Pinto, Sienna Miller y Emily Beecham. Se estrenó en el Festival Internacional de Cine de Toronto el 7 de septiembre de 2023.

## Argumento
Tres hermanas regresan a su casa familiar para asistir a la boda de su madre Diana, viuda en dos ocasiones. Las tres hermanas han tenido diferentes experiencias de vida: Georgina es una enfermera de cuidados paliativos, mientras que Victoria es una actriz, y Katherine es una capitana naval.

## Reparto
- Kristin Scott Thomas - Diana Frost
- Scarlett Johansson - Katherine
- Freida Pinto -
- Sienna Miller - Victoria
- Emily Beecham - Georgina
- Sindhu Vee
- Joshua McGuire
- Mark Stanley
- Giulio Berruti
- Thibault de Montalembert
- Samson Kayo
- James Fleet

## Producción
En junio de 2022, se reveló que Johansson y Scott Thomas estaban trabajando juntas en una nueva película que se convertiría en el primer papel como directora de Scott Thomas. Ese mismo mes Miller, Pinto y Beecham fueron añadidas al reparto.
Se informó que la fotografía principal se completó a fines de julio de 2022, y Scott Thomas declaró que encontró la experiencia "estimulante" y que fue "emocionante crear esta familia ficticia utilizando mis propios recuerdos de la infancia como trampolín".
En julio de 2023, la película pasó a llamarse North Star antes de su estreno mundial. En febrero de 2025, la película fue renombrada de nuevo a su título original, después de ser adquirida por Vertical Entertainment.